# Ensigné
Ensigné là một xã trong tỉnh Deux-Sèvres trong vùng Nouvelle-Aquitaine ở phía tây nước Pháp. Xã này nằm ở khu vực có độ cao từ 55-149 mét trên mực nước biển.
Khu vực nông thôn xung quanh có rừng rậm.